# A Vida Invisível de Addie LaRue
The Invisible Life of Addie LaRue (bra/prt: A Vida Invisível de Addie LaRue) é um romance de fantasia da autora americano V. E. Schwab. Foi publicado pela Tor Books em 6 de outubro de 2020. A história segue uma jovem francesa em 1714 fazendo uma barganha com o diabo que a torna imortal, mas a amaldiçoa para ser esquecida por todos que conhece. Foi muito elogiado e indicado ao Prêmio Locus de 2020 de Melhor Romance de Fantasia.

## Enredo
A história é equilibrada entre uma narrativa na atual cidade de Nova Iorque e flashbacks desde a infância de Addie na França até suas experiências viajando pelo mundo e testemunhando grandes eventos históricos. Começa no início de 1700, seguindo Addie como uma jovem sobrecarregada por um casamento forçado e rezando aos deuses por sua liberdade. Ela acidentalmente chama a atenção de um deus da noite, que mais tarde ela chamaria de Luc, que promete a ela o tempo que ela quiser com a ressalva de que ninguém nunca se lembrará dela depois de um encontro. Com o tempo, ela influencia sutilmente muitas pessoas, deixando marcas na história e inspirando a criação de músicas e arte sobre ela. Luc a visita todos os anos depois que eles fazem o acordo, pedindo sua alma, mas ela se recusa todas as vezes. A dupla desenvolve um relacionamento ao longo do tempo que dura cerca de duas décadas. Termina abruptamente quando Luc pede novamente para ela entregar sua alma, pois Addie acredita que o relacionamento deles foi apenas uma jogada.
Em 2014, Addie conhece um homem chamado Henry Strauss que de alguma forma pode se lembrar dela e falar seu nome. A dupla se envolve romanticamente até o dia em que Addie percebe que Henry só tem 35 dias de vida pelas condições de seu acordo com Luc. Devido a fortes pressões familiares colocadas sobre ele, Henry se sentiu atolado em sua vida, e uma proposta fracassada o fez tentar o suicídio. Luc o visitou e concedeu seu desejo: sempre que alguém o visse, veria o que mais desejava. Isso permitiu que Henry se lembrasse de Addie, cumprindo seu desejo de que alguém se lembrasse dela. No final do romance, Addie se sacrifica para Luc, concordando em ser dele enquanto ele a quiser ao seu lado. Ela não entrega sua alma, uma vez que Luc não a quer mais, alegando estar apaixonado por ela. Luc concorda com isso em troca da liberdade de Henry com a condição de Addie de que Henry se lembre dela. Henry publica as histórias que Addie lhe contou sobre seu passado em um livro chamado A Vida Invisível de Addie LaRue, que é um sucesso instantâneo. Addie tem esperança de que ela possa manipular Luc para deixá-la ir e finalmente ter paz.

## Recepção
A Vida Invisível de Addie LaRue esteve na lista de Best Sellers do New York Times por 37 semanas consecutivas até julho de 2021.
Caitlyn Paxson da NPR elogiou o romance, particularmente a atenção à arte: "suas sete sardas de assinatura... ela tentou se imprimir na mente de um artista... impressões fugazes de um imortal esquecido. Juntas, elas nos dão uma sensação arrebatadora de urgência, pois entendemos o desejo de Addie de ser lembrada de uma maneira tão concreta e visceral." A Kirkus Reviews rotulou o romance como uma "história fascinante" que faria os leitores "ficarem acordados a noite toda lendo - rico e satisfatório e estranho e impecavelmente trabalhado." Ellen Morton, do The Washington Post, chamou de "tour de force", elogiando o momento, a história contemplativa e as explorações da identidade. Além disso, Megan Kallstrom, da Slate, observou a atenção cuidadosa da história aos detalhes, terminando sua resenha dizendo: "Assim como as sete sardas que salpicam o rosto de Addie, criamos nossas próprias constelações e, à medida que vivemos esses dias sombrios, sinto-me mais brilhante por tendo adicionado Addie ao meu."

## Adaptação cinematográfica
Em novembro de 2021, foi anunciado que a eOne produzirá uma adaptação cinematográfica do romance. Schwab teria escrito os primeiros rascunhos do roteiro antes de entregá-lo à dupla de marido e mulher Augustine Frizzell e David Lowery; o primeiro dos dois também dirigirá o filme. Alan Siegel, Danielle Robinson, Gerard Butler, assim como a própria autora atuarão como produtores no projeto.